# Furiani
Furiani is een gemeente in het Franse departement Haute-Corse (regio Corsica). De plaats maakt deel uit van het arrondissement Bastia. De gemeente telde 6.308 inwoners op 1 januari 2022.
Bezienswaardigheden zijn de vierkanten toren Tour Paoline en de parochiekerk Saint Jean-Baptiste.

## Geschiedenis
De plaats is ontstaan als versterkte nederzetting rond de 11e eeuw onder de Pisanen. De plaats ontwikkelde zich verder onder de Genuezen en was een van de versterkte plaatsen van de heren van Bagnaja. De 17e-eeuwse parochiekerk Saint-Erasme werd gesloopt in de 18e eeuw door de Genuezen bij het begin van de Corsicaanse opstand.
Furiani was strategisch gelegen op de toegangsweg naar Nebbio en werd daarom verschillende keren belegerd. Luigi Giafferi verjoeg er de Genuezen in 1729 bij het begin van de Corsicaanse onafhankelijkheidsoorlog. De Corsicaanse generaal Pasquale Paoli  verbleef regelmatig in Furiani en liet er een vierkante toren bouwen. Paoli werd er gedurende anderhalve maand belegerd door zijn rivaal Alerio Matra en een Genuese troepenmacht. In 1769 werd de stad belegerd door de Fransen.

## Geografie
De oppervlakte van Furiani bedroeg op 1 januari 2022 18,49 vierkante kilometer; de bevolkingsdichtheid was toen 341,2 inwoners per km².
Het oostelijk deel van de gemeente vormt het noordelijke deel van de kustvlakte Plaine de la Marana. In het zuidoosten, achter de kust, ligt het lagunemeer Étang de Biguglia (1450 ha), dat in de gemeente in de Tyrreense Zee afwatert via een kanaal. Het westen van de gemeente is bergachtig met in het noordwesten het bergmassief Serra di Pigno. Het hoogste punt van de gemeente ligt op 720 m in Orsinco.
Door de gemeente loopt de autoweg RN193 die Bastia met Ajaccio verbindt.
De onderstaande kaart toont de ligging van Furiani met de belangrijkste infrastructuur en aangrenzende gemeenten.

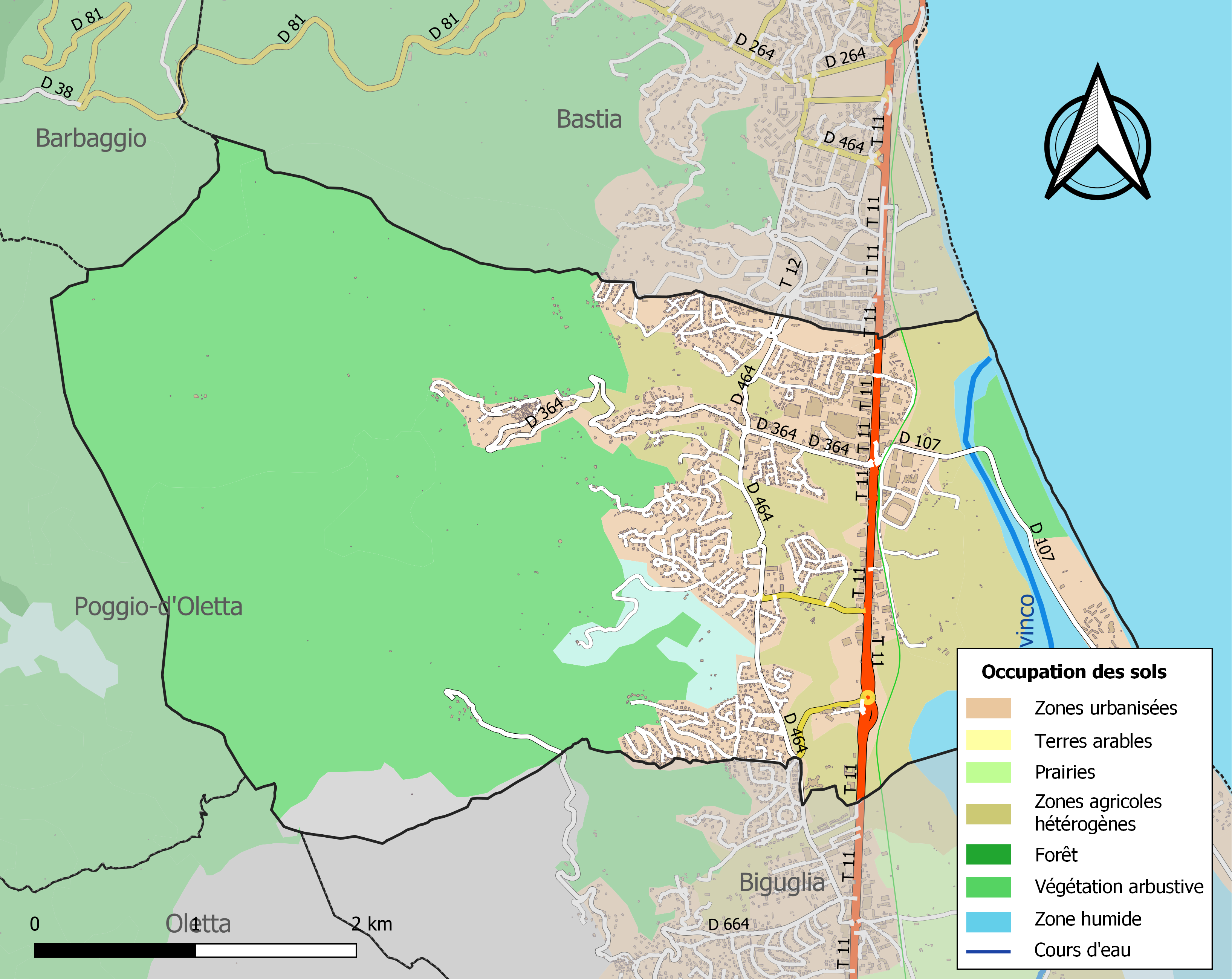

## Demografie
Onderstaande figuur toont het verloop van het inwonertal (bron: INSEE-tellingen).

Vanwege een beveiligingsprobleem met de MediaWiki Graph-software is het momenteel niet mogelijk deze grafiek weer te geven. Zodra de software is bijgewerkt zal de grafiek vanzelf weer zichtbaar worden.